# 大阪青年師範学校
大阪青年師範学校（おおさかせいねんしはんがっこう）は、1944年（昭和19年）に設立された青年師範学校である。

## 概要
1935年設立の大阪府立青年学校教員養成所の官立移管により設立された。学制改革により、新制（大阪府立）浪速大学教育学部となった （のちの大阪府立大学教養部 → 総合科学部、現 理学部・人間社会学部・高度教育推進機構）。
同窓会は 「聖陵会」 と称し、現在は大阪府立大学同窓会の一部となっている。

## 沿革
- 1926年4月：大阪府立農業補習学校教員養成所として大阪府立農学校に併設。[1]
- 1935年4月：大阪府立青年学校教員養成所となる。
  - 当初は大阪府立農学校の校長が所長を兼任した。
- 1944年4月：官立移管され大阪青年師範学校設立。
- 1949年5月：新制大阪府立浪速大学に包括され、教育学部となる。
  - 大阪府立だった旧制浪速高等学校が国立大阪大学に併合される見返りとして、官立大阪工業専門学校と共に大阪府に移管された。
  - 新制移行時、校地は堺市百舌鳥西之町城ノ山に存在した。
- 1951年3月：大阪青年師範学校廃止。

## 歴代校長
- 福山重一
  - 新制移行時の校長。新制浪速大学 初代教育学部長

## 参考書籍
- 作道好男・作道克彦（編） 『大学の歴史 : 大阪府立大学農学部』 教育文化出版教育科学研究所、1983年7月。
- 大阪府立大学10年史編集委員会(編) 『大阪府立大学十年史』 大阪府立大学、1961年3月。